# Takeo Oda
Oda Takeo 小田 嶽夫, Shinjitai : 小田 岳夫 écriture alternative : 小田 武夫; 5 juillet 1900 à Takada (devenue la ville de Jōetsu depuis 1971), préfecture de Niigata - 2 juin 1979) est un écrivain japonais.

## Biographie
Né à Takada, Oda y fréquente le collège. Après avoir terminé ses études chinoises à l'université de Tokyo des études étrangères, il commence à travailler pour le ministère japonais des Affaires étrangères. En tant que secrétaire du ministère, il travaille, entre autres, au consulat du Japon à Hangzhou (jap. Kōshū) en Chine. Sur la recommandation de Shinjirō Kurahara, il publie en 1926 son premier ouvrage Budōen (葡萄園, « vignoble »).
Il décide d'abandonner son emploi au ministère des Affaires étrangères en faveur d'une carrière d'écrivain. En 1936, Oda est lauréat du prix Akutagawa pour Jōgai (城外). Avec sa biographie de Lu Xun, il contribue à la reconnaissance de ce dernier au Japon.